# Deskeo
 (décembre 2024).
Deskeo est une entreprise française spécialisée dans la location de bureaux flexibles, l'aménagement d'espaces de travail, et la location de salles de réunion et d'événements. Avec un portefeuille immobilier couvrant 100 000 m2 répartis sur plus de 70 adresses à Paris, en Île-de-France et à Lyon. Depuis septembre 2021, l'entreprise est adossée au Newmark Group, coté au NASDAQ.

## Historique
Deskeo est née en Mai 2016 de l'expérience de ses fondateurs face aux limitations des baux commerciaux traditionnels 3/6/9 ans,,,,. Leur objectif était de proposer un modèle hybride combinant les avantages des baux classiques et du coworking.
En 2022, l'entreprise a renforcé sa présence à Paris et en Île-de-France en ouvrant huit nouveaux espaces de bureaux, atteignant un taux d'occupation élevé,,. En 2024, Deskeo a acquis un nouvel immeuble au 145 avenue Charles de Gaulle à Neuilly-sur-Seine,.